# Avenue de cèdres de Nikkō

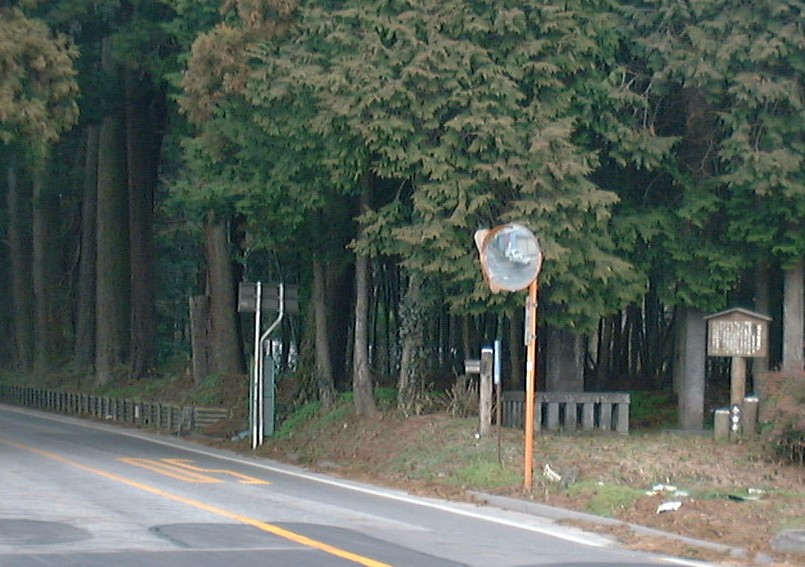
Vue d'une portion de l'avenue.

L'avenue de cèdres de Nikkō (日光杉並木, Nikkōsuginamiki) est une route bordée de cèdres du Japon se situant dans la ville de Nikkō, au Japon. D'une longueur de 37 km, elle est bordée d’environ 13 000 cèdres dont près de 400 sont centenaires.
Le gouvernement japonais a reconnu le site comme un site historique spécial et un monument naturel spécial. L'avenue fait partie du Livre Guinness des records en tant que plus longue avenue bordée d'arbres au monde.

## Histoire
La construction de l'avenue a commencé en 1625 par Matsudaira Masatsuna, un chef féodal au service de Tokugawa Ieyasu. Environ vingt ans après le début de la construction l'avenue fut achevée. En avril 1648, Matsudaira Masatsuna fit don de l'avenue au temple Nikkō Tōshō-gū. Lors de sa construction, il est estimé que 200 000 cèdres furent plantés.